# صليحة
صَلِيحَة (اسمها الكامل: صلّوحة بنت إبراهيم بن عبد الحفيظ) كانت مطربة تونسية، ولدت عام 1914 بدشرة نبر (ولاية الكاف) وتوفيت في 26 نوفمبر 1958 بمدينة تونس. كانت صاحبة صوت شجيّ بمسحته البدويّة الظاهرة.

## نشأتها

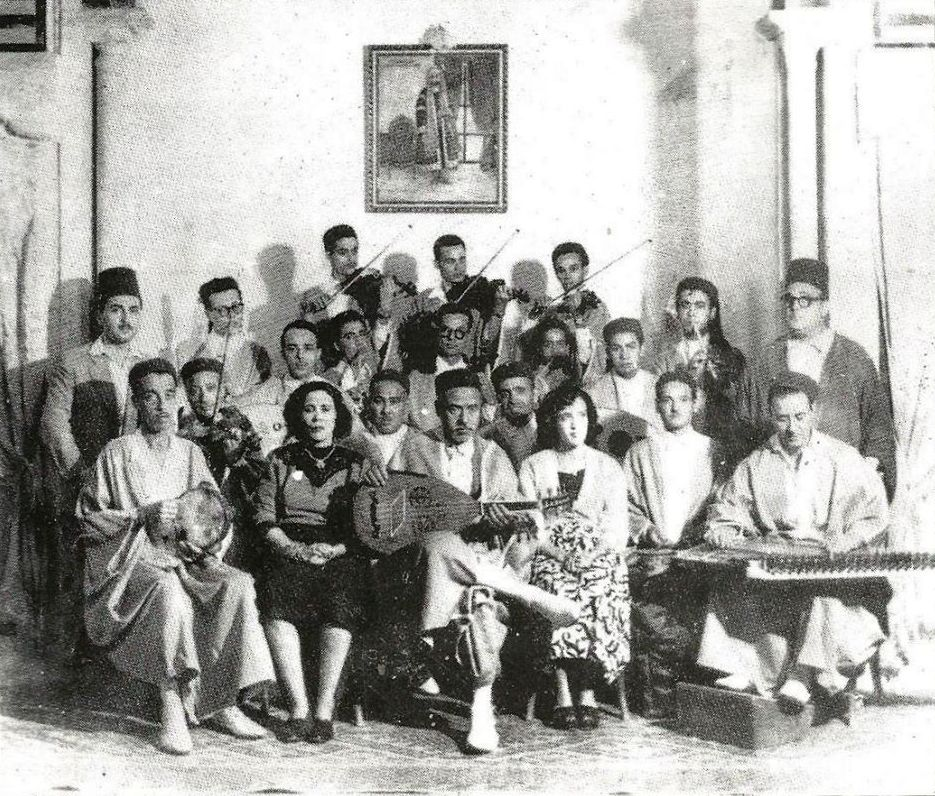
صليحة ضمن فرقة الرشيدية. في وسط الصورة أيضاً خميس ترنان

غادر والدها إبراهيم، وهو أصيل مدينة سوق أهراس (الجزائر)، منطقتهم بحثًا عن عمل متجهًا نحو مدينة ماطر ثم إلى العاصمة تونس (مدينة). فوُضعت صليحة وأختها الكبرى علجيّة للعيش عند عائلة برجوازية. مثّل الموت المفاجئ لأخويها الصغيرين وطلاق والديها حادثات صعبة بالنسبة لها. فاختارت شقيقتها الكبرى العيش مع والدها، في حين فضّلت صليحة البقاء مع والدتها. 
اشتغلت خادمة في البيوت عندما  كان عمرها عشر سنوات، ومنها قصر الباي التونسي ومنزل المطربة التونسية بدرية 
زُوّجت وهي صغيرة السن، فاعتقدت أنها ستعيد بناء حياتها وتحقيق الاستقرار من خلال تأسيس عائلة، غير أن زواجها فشل رغم انجابها لثلاثة أولاد، بقيت منهم بنت واحدة فقط على قيد الحياة هي المغنية التونسية شبيلة راشد.
في عام 1938 كان أول ظهور لها في حفل بمناسبة تدشين محطة الإذاعة البريدية الجديدة بقيادة البشير فهمي.

## الأغاني
- خالي بدلني
- وادعوني يالبنات اه ياخليله
- في الغربة فناني
- نا وجمال فريدة - الرشيدية
- عرضوني زوز صبايا
- ساق نجعك ساق
- أوتاري وعودي الرشيديه
- يا اللي بعدك ضيع فكري
- بخنوق - أصلية
- نني نني
- يا خدود التفاح
- يا زين الصحراء وبهجتها
- أم العوينة الزرقة
- انزاد النبي وفرحنا بيه
- أم الحسن غات - حفل
- آه ياخليله
- مريض فاني
- يا لايمي ع الزين
- بخنوق - مهذبة
- يا خيل سالم
- هجر الحبيب وما درى
- رمضان
- كيف دار كاس الحب
- تونس اليوم برات - الرشيدية
- حزت البهاء والقد
- يا خاينه
- يا جنة العمالة يا بر الجريد
- في بستاني
- حبيتها ما لقيت منها منجا
- يا خيل سالم - الرشيدية
- يا آل أحمد يا مسلمين
- عازبة مبسوطة - اسطوانة
- يا سالمة
- وادعوني
- دار الفلك - مع الرشيدية
- ربي عطاني
- عازبة مبسوطة
- عيون السود
- نا وجمال فريدة
- آش يفيد الملام
- يام العيون الزرقة حفله
- بشرف نواصي
- ياللي تلوم عالي حب الرشيديه
- يا جنة العمالة - الرشيدية

## عنها
- «صليحة: حياتها و كامل أغانيها» من تأليف محمد بوذينة، منشورات محمد بوذينة،, 1997 - 219 صفحة.